# جاكسون مانويل
جاكسون مانويل (بالإنجليزية: Jackson Manuel)‏ هو لاعب كرة قدم نيوزيلندي، ولد في 2003 في نيوزيلندا.

## وصلات خارجية
- جاكسون مانويل على موقع قاعدة بيانات كرة القدم.إي يو (الإنجليزية)
- جاكسون مانويل على موقع Soccerway.com (الإنجليزية)